# Vittorino Andreoli
Vittorino Andreoli, né le 19 avril 1940 à Vérone, est un psychiatre et essayiste italien.

## Biographie
Vittorino Andreoli naît en 1940 à Vérone,,.
Il est diplômé en médecine et chirurgie de l'université de Padoue avec une thèse en pathologie générale. Il poursuit ses recherches expérimentales à l'Institut de pharmacologie de l'université de Milan, se consacrant entièrement au cerveau et en particulier à la corrélation entre la neurobiologie et le comportement animal et humain.
Il continue ses recherches au Département de biochimie de Cambridge, au Cornell Medical College de New York et à l'université Harvard. 
Il étudie le comportement de l'homme et la folie.
La nouvelle discipline du Bendessere dont le psychiatre Vittorino Andreoli est l'auteur est une nouvelle science qui a pour fondement scientifique l'Homme dans son ensemble, selon le concept introduit par le psychologue Jean Piaget.
Membre de l'académie des sciences de New York, Vittorino Andreoli est l'un des plus grands psychiatres italiens, l'un des essayistes les plus populaires.

## Publications

### Livres
- (it) La Gioia del pensare : elogio di un'arte dimenticata[6]
- (it) L’uomo col cervello in tasca[7]
- (it) Essere e Destino[8]
- (it) Il rumore delle parole[9]. Comme tous les écrits de Vittorino Andreoli, psychiatre, écrivain et poète, Il rumore delle parole est une œuvre stimulante, qui creuse profondément l'âme humaine. Le narrateur se concentre sur l'analyse de quatre termes clés : démocratie, absurdité, beauté, vieillesse[10].

### Revue scientifique
- (it) Le Scienze, n° 275, Follia e biologia, lire en ligne

## Récompense
- Il Coltello d'oro[11]